# Xylobosca vicaria
Xylobosca vicaria är en skalbaggsart som beskrevs av Pierre Lesne 1906. Xylobosca vicaria ingår i släktet Xylobosca och familjen kapuschongbaggar. Inga underarter finns listade i Catalogue of Life.